# Kofiau
Kofiau je ostrov v souostroví Raja Ampat, Západní Papua, Indonésie. Ostrov je tvořen vyzdviženými korálovými vápenci s vulkanickými vrchy. Ostrov je pokryt lesy. Kofiauským endemitem je ledňáček Elliotův (Tanysiptera ellioti) a muchálek kofiauský (Symposiachrus julianae).
Severní pobřeží omývají vody Halmaherského moře, jižní pobřeží Seramské moře.